# Кико Сеике
Кико Сеике (јап. 清家 貴子; 8. август 1996) јапанска је фудбалерка.

## Репрезентација
За репрезентацију Јапана дебитовала је 2019. године. За тај тим одиграла је 2 утакмице и постигла је 1 гол.

## Статистика
| Јапан  | Јапан | Јапан |
| Год.   | Ута.  | Гол.  |
| ------ | ----- | ----- |
| 2019   | 2     | 1     |
| Укупно | 2     | 1     |